# 終極X宿舍
《終極X宿舍》（英語：THE X-DORMITORY），2014年台灣偶像劇，由八大電視及可米國際影視聯合製作。終極系列第六部。由藍心湄、汪東城、宏正、寒、明、偉晉、王詩安、陳博正、黃小柔、蔡昌憲、阿喜、赤世代-脩、那維勳領銜主演。接續《終極一班3》大結局，2014年1月14日開拍，2014年5月19日殺青，2014年6月23日於八大綜合台播出，在2014年8月15日播畢。中視於2014年6月24日上檔，在2014年8月18日播畢。

## 故事大綱
故事是從這間夏人公寓開始，在善惡大戰的多年後，雄哥（藍心湄 飾）經營了一間私人公寓，供學生和旅客住宿。這幾年來雄哥試圖把自己變得更忙，好讓她忘記失蹤的夏天（汪東城 飾）、夏宇（唐禹哲 飾）和思仁（那維勳 飾），甚至努力把入住的學生們都當成她的兒女照顧...這一天，是思仁生日也是夏天、夏宇失蹤的日子，公寓裡突然多了一間206號房，阿公（陳博正 飾）覺得是大兇的警兆，雄哥千頭萬緒加上公寓房客進出紛紛擾擾，大戰當天失蹤的思仁竟從206號房走出？！究竟時隔多年重新出現的思仁，會帶回大戰的消息嗎？

## 播出時間

### 首播
| 頻道       | 所在地 | 播映日期      | 播出時間                |
| ---------- | ------ | ------------- | ----------------------- |
| 八大綜合台 | 臺灣   | 2014年6月23日 | 每週一至週五20:00-21:00 |
| 中視       | 臺灣   | 2014年6月24日 | 每週一至週五21:00-22:00 |
| YouTube    | 臺灣   | 2020年4月17日 | 每天19:30、20:10        |

### 重播
| 頻道       | 所在地 | 播映日期      | 播出時間                                                                                             |
| ---------- | ------ | ------------- | --- |
| 八大綜合台 | 臺灣   | 2014年6月24日 | 每周一至周五08:00-09:00、16:00-17:00、19:00-20:00； 每周二至周六02:00-03:00；每周日至周四13:00-14:00 |
| 中視       | 臺灣   | 2014年6月24日 | 每周一至周五17:00-17:58                                                                              |
| 八大綜合台 | 臺灣   | 2014年8月30日 | 每周六20:00-22:00（連播2集）                                                                         |

## 登場人物
每個時空擁有的原位異能的最多只有五位（其餘是屬於該屬性的異能，而非原位異能（時空旅行者不算在內），所以請協助調整角色種類）

詳情請看夏天如何收齊五個原位異能（風火雷電雨）成為終極鐵克人

### 夏人公寓房客
| 演員                  | 角色                                                                         | 介紹 | 異能指數 | 集數                                  |
| 藍心湄                | 夏蘭荇德·雄（夏雄）                                                          | 狀態：正常→遭魔化→正常 種類：高阶異能行者 武器：麒麟手、烏風 63歲，大戰之後，因思念死人及兒子們而開設宿舍。 死人失蹤期間與郝國民為男女朋友關係，與夏美常因對彼此男友不合而爭吵。 重視並關心家人，是雄哥的優點，在阿公打算消滅夏美身體裡貞子時，也維護貞子。 在第12集中，雄哥也說出，鬼龍也是自己的兒子，自己一直也把鬼龍當作自己的兒子那麼愛護。 然而廚藝極差，被宿舍裡的人忍不住嫌棄後決定進修，並在進修前將原本要給死人用的手機拿給夏流。 當死人復活後，決定與丈夫去旅行。 第26集與死人從國外度假回來。 第32集由於太過勞累想要出去度假，而去異能網站自願擔當試用者，弄出了自己的複製人 第36集與夏流得知陳偉是H聯盟派來的臥底。 第38集與羅博姿通電話，她說自己沒有朱莉亞這個女兒，懷疑朱莉亞是H聯盟的人。 第39集為了解決所有的魔而吃下魔王酵母，並拜託脩拿烏風殺自己，狄阿怖玀魔尊以為雄哥是終極X克人能夠影響大戰關鍵。 第40集入魔兩個月恢復正常，得知夏天與夏宇不幸的消息而傷心欲絕。 | 20000+（20年前） →5000（大戰異能退化）→ 25000（善惡大戰魔化後）→未知（大戰結束後，異能解封）                             | 1-23，26-40                           |
| 宏正                  | 呼延覺羅·蒼芎（呼延蒼芎） 金時空：辜戰 銀時空：黃忠 銅時空：勾追             | 狀態：正常→遭魔化→正常 種類：未开发風的原位異能行者→終極X克人 20歲，脩的堂弟，與寒因家族世仇的關係而不合，卻漸漸與她成了歡喜冤家。 因個性關係招惹到Lily（賴歷歷）進入宿舍引起風波。 第5集幫朱莉亞破壞相親約會。 大男人主義、自尊心高。 遭鬼龍攻擊時撞上欄杆而短暫失憶。 因是正統異能家族，潛能無限，而遭鬼龍附身。 把朱莉亞當作親妹妹看待。 在H聯盟管訓室發現呼延家的祖傳吉他。 第21集為了雄哥、死人叔、阿公而拼了命想彈奏蒐魂曲，卻被眾人極力反對。 第22集在彈奏蒐魂曲救葉思仁時因寒分心而昏倒，醒來後因蒐魂曲副作用一直纏著寒。 第26集小聾女給了蒼芎消除蒐魂曲後遺症的藥水，因為喝了會恢復跟寒的世仇，正在猶豫要不要喝。 第31集於寒房門外向寒告白，最後發現裡面的人是慧慧。 喝了小聾女的藥後還是對寒有著感情。 情人節那天想把祖傳吉他送給寒。 第35集去參加“大飯桶比賽”，但是並沒有獲勝。 第37集遇到Lily，她卻不記得自己是誰。 阻止葉聖去救他哥哥陳偉（葉神）。 第39集中因為葉聖在西洋劍激戰中敗給陳偉，第二個遭到魔化。 第40集因異能虛擬實境劇場-瘋水世家成為終極X克人，認定夏天、夏宇為異能行者的驕傲。喜歡寒。 | 4800（異能未正式開發）→5000+（善惡大戰魔化後）→50000+（終極X克人）                                                       | 全劇                                  |
| 寒                    | 韓克拉瑪·寒（寒） 金時空：蔡雲寒（金剛姐姐） 銀時空：大喬（喬瑋）            | 狀態：正常→遭魔化→正常 種類：雷的原位高階異能行者／原石心殺手／刀片成員 武器：驚雷 36歲，本來在婚宴正要與夏天結婚，因夏天不願讓寒受傷而不讓她參與魔界大戰，最終只好選擇拋棄寒。 個性冷酷（後來有改），冰雪聰明。第12集用吸心大法把蒼穹裡面的鬼龍吸出來。與呼延蒼芎因家族世仇的關係而不合，但也因他的安慰決定做自己，不再壓抑。 用四葉幸運草做幸運符送給蒼芎，並和蒼芎以兄弟/姐妹相稱。 第20集於路上和兩個男子相撞，自己的驚雷也被偷走，所幸被蒼芎找回。 第22集喝了六六六以毒攻毒必死散飆升異能彈奏蒐魂曲，救回蒼芎與葉思仁後昏倒，後回復知覺，因蒼芎一直纏著自己，感到很煩惱。 第29集由於每次鬼龍鎞克一靈動，就想接近脩。 第35集覺得鬼龍鎞克變重，懷疑是封龍卡出現問題。 第37集把已分裂的記憶卡丟掉後結果爆炸，導致頭髮燒成爆炸頭。 第39集中因為葉聖在西洋劍激戰中敗給陳偉，第三個遭到魔化。 夏天的未婚妻，蒼芎的暗戀對象。 | 25000+~30000+（20年前）→4800（大戰異能退化）→5000+（善惡大戰魔化後）→未知（大戰結束後，異能解封）                        | 全劇                                  |
| 黃小柔                | 夏蘭荇德·美（夏美） 金時空：煞姐                                             | 狀態：正常→遭魔化→正常 種類：半魑魅→電的中階異能行者 36歲，夏雄的女兒，夏天的妹妹，因思念死人老爸而在PUB工作。 與胡強尼曾是男女朋友關係，但卻被騙財。 霸道任性，善惡分明，非常花痴，但十分善良。 體內的貞子於7年前被夏流趕出去，而鬼娃被夏流用"鐵棒魔成繡花兒針"壓住。 與任龐光因喝酒誤事，在陰錯陽差的情況下成為夫妻。在脩回來後，一直纏住脩。 從第24集看，其實她很在乎任龐光。 第27集洗衣時偷聽到喬喬跟H聯合銀行（以為是H聯盟）的人講電話。 第36集與陳偉、夏流來到H聯盟總部，阿公囑咐她要和雄哥一起管好宿舍。 第39集中因為葉聖在光劍激戰中敗給陳偉，第四個遭到魔化。 | 8000+（20年前）→ 2000+（大戰異能退化）→3000+（大戰異能退化&生氣時）→5000+（善惡大戰魔化後）→未知（大戰結束後，異能解封） | 全劇                                  |
| 明                    | 陳偉（葉神） 金時空：花靈龍/筆靈 銀時空2017：周瑜                            | 狀態：正常 種類：惡原力（惡體）（現已消除） 恆美診所的醫生。 因為太愛比讚，所以被公告禁止比讚。 美容界的天王，與其金時空分身花靈龍一樣都受女性歡迎。 是少數雄哥料理愛好者。 做事情常常偷偷摸摸的，真實實力未知，為了得知自己的真實身份與弟弟的下落而幫H聯盟做事， 第21集時聽從H聯盟的話，拿蒐魂曲給a chord，並要a chord拿給夏家。 第22集與葉聖吃火鍋發現自己與葉聖意外的投緣，並從葉聖口中得知葉聖的哥哥叫葉神。 第22集透露自己是一個麻瓜。 第23集無意間聽到封龍卡藏在夏人公寓，並開始懷疑葉聖也是異能行者。 第24集，借著吃宵夜的藉口，在葉聖房間裡的桌子下安裝了監控器。 每次一跟葉聖在一起就會完全放下戒心，對葉聖產生各種好奇感。 第35集前往寒的房間想要拿走鬼龍鎞克，被異常的脩以異能阻止，最後被葉聖所救，而告訴葉聖自己是H聯盟的臥底。 第36集向夏流與夏雄坦白自己是H聯盟派來的臥底。並且帶領夏流和夏美來到H聯盟的總部。 第37集被H聯盟綁架，以威脅葉聖自己一人去赴約，遭H聯盟用「意識操控儀」控制心智。 目前正跟葉聖展開激戰，每當葉聖輸了一次，宿舍裡就將有一人遭到魔化，最後在光劍激戰中輸給了葉聖。 第39集，正式改名為葉神。 | 10000惡原力→0 | 2，9，11，13，15-25，27-29，31-40     |
| 偉晉                  | 葉聖 金時空：止戈 銅時空：王大衛 銀時空2017：劉備                            | 狀態：正常 種類：善原力（善體） 護理系學生，卻害怕拿刀，因為拿刀時，會不自覺露出嚇人的神情。 因爲葉姓的關係，搬來夏人公寓時曾經被阿公懷疑是魔化異能行者。 個性和平不喜歡爭吵，與其金時空分身止戈一樣都是和平主義者。 對朱莉亞有好感，卻一直不敢說出來。 第20集誤吃到超MAN續命丸。 第21集聽到雄哥的傳音入密使眾人大吃一驚。 第22集因無知突破異能防護磁場擾亂蒐魂曲彈奏，被雄哥凝結，身上發出莫名的光芒，被眾人懷疑有異能。能看到防護罩裡面的異能行者。 第23集出現了一種神性，所到之處總是能化干戈為玉帛，被阿公認為是天使。 第26集被朱莉亞誤會葉聖和小聾女互親。 第31集為了阻止眾人被慾望控制，而成功打破了克魯曼寶盆。 在太陽黑子事件之時，是宿舍唯一沒有被影響到的。 第34集的情人節當天與朱莉亞告白成功並與交往。 第35集因意外與朱莉亞接吻。 第35集阻止了異常狀態的脩傷害陳偉，也得知了陳偉來到夏人公寓的目的，但是不怪陳偉，因為他知道陳偉想要找弟弟的感受。 得知其他人是異能行者後沒有太驚訝，因為他覺得雄哥他們是真心對他好的。 第37集中，葉聖在電話中得知陳偉的真實身分就是自己的哥哥葉神，知道陳偉被綁架想要救他卻被眾人阻止。目前正跟葉神(陳偉)展開激戰，每當葉聖輸了一次，宿舍裡就將有一人遭到魔化，最後在光劍激戰中贏了葉神（陳偉）。 第40集看DVD知道了莉亞的真實身分感到難過，最後被消除有關莉亞的記憶。   | 10000善原力 | 1-10，12-26，28-40                    |
| 王詩安                | 朱莉亞                                                                       | 狀態：正常 種類：時空觀察員 從小照媽媽的希望而活，卻因喜歡蒼芎而不想去相親，愛看鬼片。 看了「活出美好新生命」後，與葉聖聯合幫蒼芎與寒製造在一起的機會。 之前出國去澳洲表演。 於26集回來，疑似喜歡葉聖。 第34集的情人節當天被葉聖告白而答應交往。 第35集因意外與葉聖接吻。 第37集中，跟眾人表示為了移民到國外，朱莉亞擔心遠距離戀愛會有問題，只好想盡辦法讓葉聖主動提出分手，但最後還是在一起。在臨走之前有留下一片DVD給葉聖。 第40集以影片的方式對大家坦承自己是時空觀察員的身分，並且消除大家對她的記憶。喜歡葉聖。 | 8000+ | 1-19，26，28-35，37，40（影片）       |
| 阿西 （陳博正）       | 夏蘭荇德·流（夏流） 金時空：汪天養（刀瘋） 銀時空：董卓 銅時空：幽王         | 狀態：正常→遭魔化→正常 種類：高阶異能行者 武器：剋魔跋 85歲，大戰後，目前為白道異能行者異能指數最高者。 因誤會喜歡上朱莉亞的媽媽。 有嚴重的健忘症，但有一些事卻記得很清楚。 利用呼延家的祖傳吉他還有鬼龍鎞克彈奏，發現可以短暫提升1000點異能－異能家族講你雄哥 有段時間靠睡鈦棺來變年輕。 第23集中與女兒和女婿去旅行。 第30集去網路上標到克魯曼寶盆也因此給宿舍引來了一場慾望風波。 第36集與夏雄得知陳偉是H聯盟派來的臥底，並且在陳偉的帶領之下去H聯盟的總部一探究竟。 第39集中因為葉聖在光劍激戰中敗給陳偉,第六個遭到魔化。用烏風射雄哥時子彈被突然冒出的葉神擋住， 猜測雄哥就是終極X克人，故以山寨人將雄哥掉包，讓狄阿怖羅魔尊抓錯人。 | 35000+（20年前） → 7500+ （大戰異能退化）→ 30000+（善惡大戰魔化後）→未知（大戰結束後，異能解封）                         | 1-6，8-17，19-23，26-27，29-34，36-40 |
| 蔡昌憲                | 任秂完弄·龐光（任龐光）                                                      | 狀態：正常→遭魔化→正常 種類：中低階異能行者/“高級”異能行者 22歲，任晨文是他的堂舅公，和任晨文一樣是個愛說大話又不切實際的人，但其實自己也對自己的無能很無奈。把蒼穹當作是自己最好的兄弟，一齊講終極異能行者 曾認為【封龍貼】是豐臀隆胸的貼布（豐隆貼）。 與夏美因喝酒誤事，在陰錯陽差的情況下成為夫妻。 已於第24集離婚，並且在第25集離開夏人公寓，離開前寫信給夏美並祝她和任晨文幸福。 遭民眾誤會搶了1塊錢而被抓到警察局，之前被任晨文收留，已經回到夏人宿舍。 第38集成為了"高級異能行者"，異能指數高達15000點，也是任秂完弄家族第一位破萬點的高手，啟動封龍卡的條件之一。 第38集中因為葉聖在竹劍激戰中敗給陳偉，第一個遭到魔化。 第40集從預知夢得知終極X克人就是呼延蒼芎。喜歡夏美。 | 1000+（原） →15000（只限要開起封龍卡，需要高級異能行者時）→1000+（開起封龍卡後，恢復原來的戰力）→3000+（善惡大戰被魔化） | 1-27，30-35，38-40                    |
| 阿喜 （原訂文雨非飾） | 吉吉如律·苓（吉如苓/小聾女/吉姐姐） 金時空：裘球 銀時空：球兒 銅時空：尹小楓 | 狀態：正常→遭魔化→正常 種類：高階異能行者/異能醫生 大戰時，先生過兒以軍醫的身份去協助灸舞等人而失蹤，後來因為醫療糾紛而整型改從事演藝界。 在吸心大法之時，透露出希望自己能去吸（親）鬼龍。 其哥哥為吉吉如律．令，也就是西城衛團長（詳見終極一班2）。 在古墓醫院有三個續命丸，一顆因夫君過兒參與大戰時，交付給夫君用，另一顆則因要穿衣服而放在桌上，不小心被葉聖吃下，吃下後的葉聖變得很MAN，力氣也增大，最後只好把最後一顆拿給葉思仁吃，只不過葉思仁吃下的是變得很娘的續命丸。 等葉思仁藥效退時，發現葉思仁只剩不到一個星期的壽命。 第32集因為太陽黑子的關係，而去找梁兮兮算帳。 第36集配了藥讓脩喝下去之後有上吐下瀉的副作用，還意外讓晶片從脩嘴巴吐出來。 第39集中因為葉聖在西洋劍激戰中敗給陳偉中，第五個遭到魔化，入魔後調配降低異能的藥讓大家容易魔化，卻在夏美入魔後才被發現入魔。 | 12000+（20年前）→4000（大戰異能退化）→5000+（善惡大戰魔化後）→未知（大戰結束後，異能解封）                               | 1-26，28-40                           |
| 赤世代-脩             | 呼延覺羅·脩（脩） 銀時空：劉備（劉玄德） 銅時空：唯一（暝王）                | 狀態：正常→失蹤→被魔尊控制→正常 種類：風的原位高階異能行者 武器：神風鎞克、小黃蜂 40歲，葉宇香的丈夫，蒼穹的堂哥，鐵克禁衛軍首席戰鬥團東城衞團長，大戰失蹤人員之一。 20年前因汪大東誤傷劉備，為維護時空秩序而暫時留在銀時空假扮劉備。（詳見終極三國） 10年前，去金時空請大東協助夏天療傷，後與阿香和夏天參與大戰，下落不明。 第23集脩回到了夏人公寓，貌似被別人下了魔咒，而記不起大戰發生的事情，連讀心術也因被下的魔咒過強而造成異能反彈使其無效，魔咒可怕到說也說不出來，寫也寫不出來，打字也打不出來的程度。 第29集，脩雖然心裡只有阿香，但兩人一接近，卻有種想照顧寒的衝動，因此脩才知道他回來的原因是為了見寒一面。 第32集想起了大戰片段的回憶，夏流表示大戰還沒結束，自己則是決定大戰勝負的關鍵。 第35集去寒的房間搶鬼龍鎞克並且傷害陳偉，最後被葉聖阻止。 第35集去參加“大飯桶比賽”，但是並沒有獲勝。 第36集喝了小聾女配置的藥後，吐出擁有魔氣的記憶卡並之後想起了大戰的內情，講出大戰目前還在進行中不分勝負，阿公懷疑之前的夢遊症、講不出大戰的內情，疑是被魔尊用記憶卡控制才造成的。 在葉神與葉聖的激戰中是唯一一個沒有被魔化的異能行者。 第40集在蒼芎加入大戰兩個月後得知異能行者平安歸來，後遇到戒鐙冥向他們問起阿香與夏天的下落(根據宿舍寫真書，阿香被脩送回銀時空療傷，回大戰途中被魔尊偷襲而忘記此事)。 | 35000+（20年前）→15000（異能並未被封住）                                                                                 | 1，23-40                              |
| 那維勳                | 葉赫那拉·思仁（葉思仁） 金時空：斷腸人（紅龍/段常仁） 銅時空：日音王         | 狀態：正常→失蹤→急速衰老→正常 種類：高阶魔化異能行者→麻瓜(含有魔化異能體質） 66歲，當年為了寒的安全一路跟著寒，卻意外的上錯了時空列車，從此失蹤10年，生日當天從206號房走出來，卻已失憶。 在不小心被雄哥及夏美電到後醒來並恢復記憶，但後來嚴重老化，不願讓雄哥擔心而躲著她。 於第11集被雄哥找回，之后睡在鈦棺裡。 從鈦棺醒來後，被告知可能只剩三天或三天不到的壽命，後來吉如苓將古墓醫院的三顆續命丸的最後一顆拿給自己吃，但是吃下的藥效是變很娘的續命丸，令思仁感到困擾，不久後就失效。 第22集因寒彈奏蒐魂曲而復活。 第23集有意打算重開老屁股，後來跟雄哥和夏流去旅行。 第26集與夏雄從國外回來。 第31集雄哥提到葉思仁去當不老騎士，因此沒待在宿舍。 第35集去參加“大飯桶比賽”，但是並沒有獲勝。 第38集雄哥提到不讓自己擔心魔的事情，而讓自己又去當不老騎士與評審。 | 35000+（40年前，魔化異能行者）→0→8000（悠遊奶瓶）→0                                                                      | 3-9，11，19-23，26-28，32-35          |

### 夏人公寓訪客
| 演員   | 角色                                                                 | 介紹 | 異能指數                                                           | 集數                               |
| 謝和弦 | R-Chord 金時空：鯊魚                                                 | 狀態：正常 種類：高階異能行者→假麻瓜 武器：鬼戰音叉 37歲，灸舞的國小同學。 前任北城衛隊長，大戰時率領北城衛赴戰，赴戰前，遭魘魁襲擊造成死傷慘重，異能大佬要他負責，灸舞為了幫助他，以寫歌辱罵盟主為由，將他逐出北城衛。 大戰後，由於違反128條異能條款，而曾被送去管訓，被H聯盟用九宮格封住異能，所以目前使不出來異能，目前為麻瓜，而且九宮格上的肉瘤，是不定時炸彈，吉如苓懷疑炸彈開關在H聯盟手上。 被H聯盟所利用拿出蒐魂曲去給呼延蒼芎。 第31集去告知陳偉，H聯盟的上頭認為他的任務拖太久了。                                                                                                | （10年前）18000~20000+ →0（異能被鎖）→未知（大戰結束後，異能解封） | 8-10，20-23，25，31-32             |
| 張皓明 | 任秂完弄·晨文（任晨文） 金時空：金寶三 銀時空：蔣幹 銀時空2017：蔣幹 | 狀態：正常 種類：低階異能行者→假麻瓜 夏家友人，原本於終極一家第37集被葉雄霸毆打生死不明，經過二十年後，第1集介紹為異能行者，假麻瓜臥底在安檢局，以安檢局科長的身份來找夏家人。 第12集因為被雄哥和夏流懷疑裝設監視器，而遭受兩人的含笑不如下九泉試驗,20秒後就說出了讓我死吧。 夢到與夏美結婚，因任秂完弄家族預知夢的關係而與夏美求婚但被拒絕。 因任龐光被誤會搶了1塊錢而被抓到警察局，交保完後只好收留他。 第32集因為太陽黑子的關係，而變成遛鳥俠去嚇女高中生。 第35集去參加“大飯桶比賽”，但是並沒有獲勝。 第40集看見一大批的異能行者忽然出沒，推測大戰已經結束，並告知脩讓脩轉告給夏人公寓。 | （10年前）500 →100→未知（大戰結束後，異能解封）                    | 1，11-12，22-26，28-29，32，34-35  |
| 梁赫群 | 梁兮兮                                                               | 狀態：正常 種類：麻瓜 小聾女的經紀人，時常因為小聾女的任性給自己添了一堆麻煩，但實際上每件事情都先替小聾女著想。 已離婚，與前妻共同撫養女兒，一年卻只能見心愛的女兒一次面。 第30集因為工作意外導致雙眼失明，但是實際上卻是假的。 | 麻瓜                                                               | 3-6，9-10，15-16，21，24-26，30-32 |
| 林奕勳 | 灸亣镸荖·萊（灸萊） 金時空：Bass 銅時空：凱大                        | 狀態：正常 種類：雨的原位高階異能行者 實際上33歲但外表看起來是63歲，夏流好友，灸舞盟主的弟弟，因小時候異能使用過度而令他外表像個老人。 於十年前大戰後代表異能行者去與麻瓜權益促進協會簽訂128條異能禁用條款。 | （10年前） 28000→6800→未知（大戰結束後，異能解封）                 | 1，3-4                             |
| 劉亮佐 | 郝國民 鐵時空：G教授                                                 | 狀態：遭控制→正常 種類：麻瓜 雄哥的男朋友，被夏美等人揭發假裝受傷後，因雄哥出於同情，繼續留在公寓。 後來因為得知夏家為異能家族時，準備威脅雄哥，卻被雄哥和夏美聯手電暈，最後離開公寓。 夏雄推測他有可能被H聯盟所控制。 | 麻瓜                                                               | 1-6，37（在對話中被提起）          |
| 小馬   | Johnny Hu （胡強尼/糊牆泥）                                          | 狀態：遭控制→正常 種類：麻瓜 夏美的男朋友，自稱烽火雷電冰的主唱，實為騙子。 第37集中，因遭到H聯盟的控制之後恢復正常，夏美說她遇到胡強尼時，他說他是一家銀行的經理。 | 麻瓜                                                               | 1-3，5，7，37（在對話中被提起）    |
| 李依瑾 | Lily（賴歷歷）（莉美青）                                             | 狀態：遭控制→正常 種類：麻瓜 喜歡蒼芎，受H聯盟指使在夏人公寓裝監視器，實際身份是H聯盟的間諜。 第37集中，因遭到H聯盟的控制之後恢復正常，蒼芎遇到Lily時，卻完全不認識蒼芎，也完全不記得有來到宿舍的事情。並且還說他是新來的教授，名字叫莉美青。 | 麻瓜                                                               | 2，13，37（在對話中被提起）        |
| 陳美鳳 | 羅博姿                                                               | 狀態：正常 種類：麻瓜 朱莉亞的母親，夏流阿公迷戀的對象，安排朱莉亞與高富率相親，最後以中文+英文+法文+日文+韓文的「我不愛你」拒絕了阿公。 | 麻瓜                                                               | 4-5，36（照片）                    |
| 張心妍 | 喬喬 （JoJo）                                                        | 狀態：遭控制→正常 種類：麻瓜 夏流阿公帶回家的小女友，因欠了H聯合銀行大筆債務，而想從夏流身上騙走昂貴的鑽戒，遭夏家人識破後被趕出公寓。 第37集中，因遭到H聯盟的控制之後恢復正常，寒提起她是新公布官員陣容名單內的新任交通部次長。 | 麻瓜                                                               | 26-27，37（在對話中被提起）        |
| 簡愷樂 | 慧慧                                                                 | 狀態：正常 種類：麻瓜 蒼芎的國小同學，莉亞的大學同學。 | 麻瓜                                                               | 31-32                              |

### 大戰人員
| 演員         | 角色                                                         | 介紹 | 異能指數                      | 集數 |
| SpeXial-子閎 | 大戰人員 金時空：中萬鈞/萬雙龍 銅時空：項冥 銀時空2017：關羽 | 狀態：正常→失蹤→正常 種類：高阶異能行者 參加大戰的其中一員，最後平安歸來。 被雄哥問有沒有看到夏天和夏宇。                       | 4600+→10000                   | 40   |
| 晨翔         | 大戰人員 銅時空：王查理                                      | 狀態：正常→失蹤→正常 種類：高阶異能行者 子閎好友，參加大戰的其中一員，最後平安歸來。                                            | 4600+→10000                   | 40   |
| SpeXial-Evan | 大戰人員 金時空：藍斯洛 銀時空2017：趙雲                     | 狀態：正常→失蹤→正常 種類：高阶異能行者 子閎好友，參加大戰的其中一員，最後平安歸來。                                            | 4600+→10000                   | 40   |
| Teddy        | 大戰人員 銅時空：熊亞                                        | 狀態：正常→失蹤→正常 種類：高阶異能行者 子閎好友，參加大戰的其中一員，最後平安歸來。                                            | 4600+→10000                   | 40   |
| 鐙           | 鐙                                                           | 狀態：正常→失蹤→正常 種類：高阶異能行者 東城衞貝斯手 鐵時空鐵克禁衛軍東城衞團員。 參加大戰的其中一員，戰後失蹤。 40集平安歸來。 | 15000+（10年前）→10000        | 40   |
| 冥           | 冥                                                           | 狀態：正常→失蹤→正常 種類：高阶異能行者 東城衞鼓手 鐵時空鐵克禁衛軍東城衞團員。 參加大戰的其中一員，戰後失蹤。 40集平安歸來。   | 15000+（10年前）→10000        | 40   |
| 赤世代-介    | 戒                                                           | 狀態：正常→失蹤→正常 種類：高阶異能行者 東城衞主唱 鐵時空鐵克禁衛軍東城衞團員。 參加大戰的其中一員，戰後失蹤。 40集平安歸來。   | 15000+→22000+（10年前）→10000 | 40   |

### 練舞少女
| 演員         | 角色                                                  | 介紹                                              | 集數     | 異能指數  |
| A'N'D-鍾羽   | 練舞少女 銅時空：王荼蘼（王茉兒） 銀時空2017：小喬    | 狀態：正常 種類：未知 練Break it down舞的少女們。 | 14,30,32 | 5000~8500 |
| A'N'D-雨婷   | 練舞少女 銅時空：香凝                                 | 狀態：正常 種類：未知 練Break it down舞的少女們。 | 14,30,32 | 5000~8500 |
| A'N'D-Lucia  | 練舞少女 銅時空：嚴炎 銀時空2017：夏侯芝 金時空：小八 | 狀態：正常 種類：未知 練Break it down舞的少女們。 | 14,30,32 | 5000~8500 |
| A'N'D-Sunnee | 練舞少女 金時空：藍斯春 銅時空：叮噹                  | 狀態：正常 種類：未知 練Break it down舞的少女們。 | 14,30,32 | 5000~8500 |
| 林彤兒       | 練舞少女                                              | 狀態：正常 種類：未知 練Break it down舞的少女們。 | 14,30,32 | 5000~8500 |
| A'N'D-艾莉兒 | 練舞少女 銅時空：艾莉兒                               | 狀態：正常 種類：未知 練Break it down舞的少女們。 | 14,30,32 | 5000~8500 |

### 其他人物
| 演員   | 角色                                    | 介紹 | 異能指數 | 集數   |
| 樂樂   | 小朱莉亞                                | 狀態：正常 種類：時空觀察員/麻瓜 朱莉亞小時候。（判斷為羅伯姿及朱莉亞的同學.....等人，被植入的記憶） | 未知     | 4      |
| 王自強 | 時空列車司機金時空：老孫                | 狀態：正常→失憶 種類：異能行者 於十年前誤載了葉思仁上車，最後導致葉思仁的失蹤。而且自己也被自己搞到失憶。 | 110000+  | 6，9   |
| 倪裴薇 | 貞子                                    | 狀態：正常→失蹤 種類：孤魂 為夏美變身鬼娃所召喚，幫助夏美驚嚇別人，7年前被夏流阿公趕出去 。夏美從小一起長大的朋友。 | 5000     | 10，31 |
| 黃緯豪 | H聯盟的人 金時空：點不小 銅時空：拳擊手 | 狀態：正常 種類：麻瓜 搶走了寒的驚雷，並在準備抓走夏美時，被吃了超man續命丸的葉聖打跑。 | 麻瓜     | 20     |
| 張皓明 | 張芸珍                                  | 狀態：正常 種類：麻瓜 任晨文的大姨媽，同時也是葉思仁的小學初戀情人，去參加小學同學會與小時候差異極大，而使葉思仁難過。 | 麻瓜     | 28     |
| 張皓明 | 老祖宗                                  | 狀態：死亡 種類：神仙 任家的老祖宗，時常會來向任晨文或任龐光託夢，包含任晨文與夏美結婚和集資中獎的事情。 託夢說任晨文會和夏美結婚，但其實只是夏美去試手工婚紗，而任晨文陪同而已。 託夢樂透號碼，但其實晚了一期。 最終回向任龐光託夢表示真正的終極X克人不是雄哥而是蒼芎。 | 15000+   | 29     |
| 張國棟 | 瘔蒐老人                                | 狀態：正常 種類：異能行者 夏流的好友，因為害怕克魯曼寶盆的慾望力量，故而想將其賣掉脫手，最後被夏流以一元得標。 | 5000     | 30     |
| 何紫妍 | 正妹                                    | 狀態：正常 種類：麻瓜 蒼芎學校的同學，託葉聖轉交情書給蒼芎被拒絕。 後來自己去找蒼芎告白，蒼芎卻說自己有喜歡的人而且年紀比自己大，誤以為蒼芎喜歡的是雄哥。 | 麻瓜     | 33-34  |

### 客串人物
| 演員            | 角色             | 介紹 | 異能指數           | 集數                                            |
| 郭子乾          | 牛保節           | 狀態：正常 種類：麻瓜 「終極時刻」主持人。                                                                                          | 麻瓜               | 1                                               |
| 狄志杰          | 馬希評           | 狀態：正常 種類：麻瓜 「終極時刻」主持人。                                                                                          | 麻瓜               | 1                                               |
| 紀竣崴 （阿松） | 阿浪師 嗚啦巴哈  | 狀態：正常 種類：麻瓜 解說終極X宿舍裡面所有的異能術、歷史名詞、終極道具。                                                           | 0                  | 1-3，7，9-12，14-15，17-19，21-22，30-33，38-39 |
| 勵政達          | 高富率           | 狀態：正常 種類：麻瓜 朱莉亞的相親對象。                                                                                            | 麻瓜               | 5                                               |
| 阿布            | John             | 狀態：正常 種類：麻瓜 真正的烽火雷電冰主唱。                                                                                        | 麻瓜               | 5                                               |
| 北村豐晴        | 導演             | 狀態：正常 種類：麻瓜 梁兮兮的朋友，幫小聾女光是拍個一幕場景而搞到累昏。                                                            | 麻瓜               | 9                                               |
| 郭亞棠          | 護士             | 狀態：正常 種類：麻瓜 恆美診所的護士。                                                                                              | 麻瓜               | 9                                               |
| 梁以辰          | 珍妮佛           | 狀態：正常 種類：麻瓜 任龐光的前女友，再次出現時拿了自己的喜帖給任龐光。                                                            | 麻瓜               | 10                                              |
| 臧一人          | PUB老闆          | 狀態：正常 種類：麻瓜 夏美與任龐光上班店裡的老闆。                                                                                  | 麻瓜               | 13                                              |
| 吳懷中          | 大帥             | 狀態：正常 種類：麻瓜 蒼芎的體育老師。                                                                                              | 麻瓜               | 14                                              |
| 程政鈞          | 導演             | 狀態：正常 種類：麻瓜 卡迪娜導演。                                                                                                  | 麻瓜               | 14                                              |
| 白雲            | 主管             | 狀態：正常 種類：麻瓜 安檢局的主管，任晨文的上司。脾氣極差，因任晨文工作績效差而對他大動肝火。 曾被任晨文扔了一块蛋糕。             | 麻瓜               | 29                                              |
| 何紫妍          | 大學生           | 狀態：正常 種類：麻瓜 蒼芎的同學。                                                                                                  | 麻瓜               | 33                                              |
| 陳維澤          | 葉姓魔化異能行者 | 狀態：正常 種類：高阶魔化異能行者                                                                                                   | 80000+（不知高點） | 1                                               |
| 盛竹如          | 掃地老人         | 狀態：正常 種類：高阶魔化異能行者 H聯盟總部的掃地老人。受H聯盟的指示綁架陳偉，以及脅迫葉聖。 從37集中，似乎與狄阿怖玀魔尊有所聯繫。 | 30000+（不知高點） | 36-38                                           |

### 魔界
| 配音   | 角色         | 介紹 | 魔力指數                                                                                   | 集數          |
| 石班瑜 | 狄阿怖玀魔尊 | 狀態：正常→未知 種類：魔王 魔界統治者及唯一達到最高等級的魔(所有時空的最大敵人)。 十年前派魔軍攻打「金」、「銀」、「銅」、「鐵」四個時空，並親自率領魔軍到鐵時空伏擊夏天，使其受到重傷（終極一班3對話中提及），之後跟夏天率領的異能行者進行正邪大戰，最後被打至敗退。 創立H聯盟以監控宿舍，並派郝國民、Lily（賴歷歷、莉美青）、胡強尼（糊牆泥）、喬喬（JOJO）等人接觸夏人宿舍。 將葉宇香抓走，以威脅脩回去鐵時空取得封龍卡，並在他腦中植入晶片控制其意志。 以為夏雄就是終極X克人，所以抓走以用來對付夏天等人。 最後下落不明，僅留下"我一定會再回來的"。 | 10000000+→1000000 （附體或者離開魔界的元神 力量會只剩1/10）→20000（大戰後） （魔界第一高） | 32，34，38~40 |

### 大戰前鐵時空
| 演員   | 角色                                                            | 介紹 | 異能指數                                             | 集數                      |
| 汪東城 | 夏蘭荇德．天 （夏天） 金時空：汪大東 銀時空：孫策 銅時空：Zack  | 狀態：正常→失蹤→死亡 種類：半魑魅→混元高階異能行者／終極鐵克人／鐵時空白道最強異能行者 武器：鬼龍鎞克、鐵克無極 參加大戰的其中一員，戰後失蹤。 十年前，本與寒將要結婚，最後因為怕自己去討伐狄阿怖玀魔尊無法平安回來，而以傳音入密告知寒不要再等自己了。 托付脩带回了重组感情的坠子，希望寒能有一段新的感情。 36集提到目前還在大戰中，正邪大戰陷入膠著。 第40集為了守護時空和平，與夏宇在大戰中犧牲自己。 | 50000～52000+（20年前，終極鐵克人）→80000+（大戰時） | 1                         |
| 汪東城 | 鬼龍 金時空：汪大東 銀時空：孫策 銅時空：Zack                   | 狀態：正常→失蹤→灰飛煙滅 種類：魔化終極鐵克人 武器：鬼龙鎞克 夏天變身後體內的鬼龍，和夏天一起已經十七年，和夏天關係可算是敵人，但鬼龍毫無疑問是最了解夏天的人，夏天自己也說，和鬼龍一起成長那麼多年，沒有友情也會有交情。雖然和夏天長的一模一樣，不過個性相反，個性非常狂妄自大、狂放不羈，內心邪惡，但從第12集夏家做的夢來看，其實有把夏家當成自己的家人，渴望夏家關愛，似乎跟夏天一樣也對寒有意思，要殺寒的時候眼神流露出一絲悲傷，最後放棄攻擊。喜歡的東西是牛奶。 十年前，被雄霸以回之咒吸走，夏流推斷當年蘭陵王喊出離之咒，導致鬼龍並沒有被吸光能量，只是潛伏在夏天體內，之後卻消失不見，只留下了鬼龍鎞克，眾人卻睡醒發現是一場夢，事實如何還不清楚，但眾人起來時發現鬼龍鎞克。 | (20年前) 50000+                                      | 11-13                     |
| 曾沛慈 | 葉赫那拉．宇香 金時空：雷婷 銀時空：小慈（孫尚香） 銅時空：潔客 | 狀態：正常→失蹤→正常 種類：高阶異能行者/魔化異能行者 呼延觉罗．脩的妻子，參加大戰的其中一員。 被狄阿怖玀魔尊抓走，以用來威脅脩搶奪封龍卡，後被汪大東與雷婷救出。 | （20年前） 16000→20000+（擁有異能和魔性）            | 1，32（聲音），34（聲音） |
| 唐禹哲 | 夏蘭荇德．宇 （夏宇/鬼鳳） 金時空：雷克斯                       | 狀態：正常→失蹤→死亡 種類：半魍魎／火的原位高階異能行者 夏家長子，參加大戰的其中一員，戰後失蹤。 十年前當夏天和寒結婚時，負責去載新郎，後來發現夏天失蹤，四處去尋找夏天。 第40集為了守護時空和平，與夏天在大戰中犧牲自己。 | （20年前） 40000+                                    | 對話及回憶中出現          |
| 炎亞綸 | 灸亣镸荖．舞 （灸舞） 金時空：丁小雨                            | 狀態：正常→失蹤 種類：雨的原位高階異能行者 絕招：九步擒鬼手 鐵時空盟主，灸萊的哥哥，與天外魔君勢均力敵，也是少數喜歡雄哥可怕食物的人。 十年前為了對付狄阿怖玀魔尊，率領西城衞去迎戰，最後下落不明，生死未卜。36集提到目前還在大戰中，正邪大戰陷入膠著。 未提到戰後下落。 | （20年前） 48000+                                    | 僅在對話中提及            |
| 辰亦儒 | 古拉依爾．蘭陵王 （兰陵王） 金時空：王亞瑟                      | 狀態：正常→失蹤 種類：電的原位高階異能行者 武器：攔靈斬 絕招：弅劍大法 夏家友人，參加大戰的其中一員，戰後失蹤。 未提到戰後下落。 | （20年前） 45000+                                    | 僅在對話中提及            |
| 利昂霖 | 楊過                                                            | 狀態：正常→失蹤 種類：異能行者/異能醫生 小聾女的丈夫，以軍醫的身分參加大戰，戰後失蹤。大戰前帶走了壹顆續命丸。 未提到戰後下落。 | 8000+→30000（大戰時）                                | 僅在對話中提及            |
| 黃仁德 | 吉吉如律．令 （令）                                             | 狀態：正常→失蹤 種類：高阶異能行者 20年前時震發生時，奉灸舞盟主之命在各個時空尋找汪大東，並大膽推算大東不是穿越時空而是穿越時間，而毅然跳下時間的裂縫到達十年後的金時空。掉落在公車上被萬鈞和裘球發現後，身上異能指數僅存1000點，後因龐教授的計畫而被消滅異能。（詳見終極一班2） 西城衛團長，吉吉如律·苓的哥哥，十年前為了對付狄阿怖玀魔尊，盟主率領西城衞去迎戰，最後下落不明，生死未卜。（詳見終極一班3對話） 未提到戰後下落。 | （20年前） 25000+→20000（受傷）                      | 僅在對話中提及            |
| 王道   | 葉赫那拉．雄霸 （葉雄霸）                                       | 狀態：正常→死亡 種類：高阶魔化異能行者 葉赫那拉家族第398代掌門，葉思仁與葉思偍的父親，夏天和夏宇的祖父。 是葉家異能最高的人，同時也是異能界中黑道的統治者。實力非常強大也擅於謀略，在鐵時空內罕逢對手，只有魔王狄阿怖玀魔尊、神行者和槍靈王是他唯一所畏懼的。 其心機深沉，為了實現自己的野心而詐死，實際上練成魂遊大法，以二少爺想奪回鎮魔三部曲並殺死葉思仁為由，藉此誤導白道異能界的視聽。終極目標是為了擁有天下群魔之力，成為魔中之魔，企圖統領整個異能界、甚至魔界。 二十年前計劃藉著九星連珠天狗食日附在葉思仁身上，以回之咒吸取鬼龍變成魔化終極鐵克人後的能量，最後被蘭陵王以離之咒破法，傷及元神而死。                                                                        | （20年前） 60000+→100000+→0                          | 僅在對話中提及            |
| 單承矩 | Vincent                                                         | 狀態：正常→不明 種類：高阶魔化異能行者 當年呼延家的叛徒，二十年前曾經為了尋找封龍卡假裝追求過雄哥，以便混入夏家，但被夏家三兄妹認出是攻擊過他們的魔化異能行者，後被脩制伏後就消失了。 於雄哥和葉思仁結婚紀念日以及雄哥和夏美吵架時被提起。 | （20年前） 30000+                                    | 僅在對話中提及            |
| 胡宇崴 | 槍靈王 銀時空：關羽                                             | 狀態：正常→死亡 種類：魔鬥士（亦為魔化異能行者的宗師） 與神行者同時聞名的神秘高人，世界上唯一被烏風所認可的主人，且能將其發揮到百分之百。 曾使用無極印以一人之力，把魔王打進滅中。後來與神行者鬧翻，轉入魔道，把烏風送給雄哥後消失。 二十年前被揭發與神行者為同一人後，由於神行者在灸舞面前以烏風自殺，自己亦因而死亡。 | （20年前） 850000+                                   | 僅在對話中提及            |

### 時空使者
| 演員 | 角色                    | 介紹 | 異能指數                                                                              | 集數         |
| 吳尊 | 火焰使者 金時空：田弘光 | 狀態：正常 種類：時空神使／火的原位最高階異能行者 絕招：炎煬炙烈 萬物歸一 當宇宙中任一時空在混沌之際，產生世界顛倒、善惡不分的混亂，造成時空失序時，火焰使者會介入來消除混亂。 屆時不論異能界、魔界或自然界，全世界就像被太陽的火焰所包圍一樣，最初任務是除掉十二時空裡的所有異能行者，只有一切全毀，才能重新恢復秩序。 二十年前由於神行者的死亡，使他改變了任務：除去鐵時空三分之二的極惡之人。最後被夏天的擇善固執所感動而收回成命。 | （20年前） ? （至少一後面30個零。100穰至1000澗+為目前終極系列出現過異能指數最高角色） | 僅在前言提及 |

### 金時空
| 演員   | 角色                                                                                         | 介紹 | 戰力指數 | 集數 |
| 汪東城 | 汪大東 鐵時空：夏蘭荇德．天（夏天/鬼龍） 葉赫那拉·宇策(葉宇策/孙策) 银時空:孙策 銅時空：Zack | 狀態：正常→失蹤（參與大戰）→正常 種類：高階異能行者 武器：龍紋鏊 20年前終極一班老大，史上最強高中生，雷婷的男朋友。 因夏天受重傷，被脩從金時空找來幫助夏天療傷。原欲參與大戰，然而因為與夏天是分身，在同一個時空力量會互相抵制，因此被脩和夏天勸回，但不顧勸為了幫助夏天所以留在鐵時空，而委託脩護送雷婷返回金時空。目前不知雷婷受重傷與失蹤的事情（現已知道），於前線作戰（詳見終極一班4）。                                                             | （20年前）→9000~11500+→（10年前）15000+（遇強則強，遇弱則弱） 最後為了幫夏天恢復 戰力，所以導致汪大東變麻瓜，目前戰力已恢復→20000~25000+（詳見終極一班4）（20年後）→45000+ | 1    |
| 曾沛慈 | 雷婷 鐵時空：葉赫那拉．宇香（葉宇香） 銀時空：小慈（孫尚香） 銅時空：潔客                    | 狀態：正常→失蹤→遭囚禁→正常 種類：高阶異能行者 現任終極一班老大，汪大東的女朋友。 追隨大東到鐵時空，得知大戰危險性，仍堅持與大東生死相隨。大東幫助夏天療傷後，被勸回，不顧勸阻堅持留在鐵時空陪大東參加大戰，直到聽說終極一班有難而重返金時空，在呼延覺羅脩的護送下返回金時空。卻遭到獨孤狼的襲擊，最後掉落山崖，被獨孤狼抓走。被困在獨孤狼秘密基地，雖然辜戰和小慈的掉包之下成功被救出來，但戰力指數已歸零，現在已恢復9000又更好12000+（詳見終極一班4）。 | （10年前）9000+→0→12000+ | 1    |

### 銀時空
| 演員   | 角色 | 介紹                                                                                                  | 武力指數 | 集數           |
| 曾子余 | 華陀 | 狀態：不明 種類：異能醫生 字元化，曹家軍成員之一。 夏流二十年前前往銀時空見脩與阿香時，拿了不少東西。 | 3000     | 僅在對話中提及 |

## 終極用語

### 終極百科

#### 名詞
| 名稱                            | 介紹 | 集數      |
| 結界（時空之門）                | 異能行者往返各個時空的必經之門，是連結其他平行時空的出入口。 要穿越結界，異能指數必須達到8000點以上。 而其位於時空象限ＸＹＺ軸的中心點，控制十二時空結界的總樞紐一旦關閉，所有的時空之門也會因此被封鎖不再互通，屆時將造成宇宙的大災難，且須由終極鐵克人彈奏鐵克無極才能重新開啟。（終極一班4中,盟主修改了時空之門的用途。只要是異能行者，即何通過。） | 1         |
| 128條異能禁用條款               | 異能行者與麻瓜簽訂的協議，只要一般民眾檢舉異能行者非法使用異能，經查證屬實之後，異能行者需罰鍰128萬，並監禁128年，並處以最嚴厲的極刑制裁。 | 1         |
| League of Hunter （ 獵人聯盟 ） | 簡稱H聯盟。此乃麻瓜權益促進會所成立的地下組織，四處搜捕異能行者，他們以消除地表所有的異能行者為終極目標，乃是近年來讓所有的異能行者聞風喪膽的秘密組織。不過事實上只是狄阿怖玀魔尊為了鎮壓異能行者所設立。 | 9，12，20 |
| 時空列車                        | 這是一台運行於十二個時空的專車，他是為了保護古今中外傳奇人物而穿梭在各個時空的交通工具，所以此列車禁止沒沒無名的人搭乘。 | 9         |
| 含笑不如下九泉考驗              | 此為訓練鐵克禁衛軍團三大魔鬼當中最惡毒的終極訓練，由學長對學員進行不同的肉體試煉，能熬過3小時不講出「讓我死吧」這句話的鐵克禁衛軍學員，才算是能通過終極考驗，成為上戰場的鐵克勇士。 | 11        |
| 腳書天王傳奇                    | 網路宅女們的夢想天王，他擅長是皮膚保養，長期在網路上分享短時間的回春妙方，他擅長以溫暖而親切的文字，華陀般精確的建議，來回答網民的問題而聞名。他只要一PO文，馬上湧現上萬個分享，造福了千千萬萬個網民，但是他從不輕易以真面目示人，可說是網路界的彼得潘。                                                                                               | 15        |
| 小管家遊戲                      | 本名小天使遊戲，這是麻瓜界發明給國小一年級以上，大學畢業以下心智未發育成熟的遊戲，凡抽到的對象，就是自己的小主人，你得以小管家的身分，偷偷給予關心，甚至給她驚喜，凡玩過的麻瓜無不感到溫馨。 | 17        |
| 太陽黑子事件                    | 會影響所有異能行者的自制力，很容易失控，而失控狀況都不一樣，還會因人而異，之所以很嚴重。 | 31        |
| 善/惡原力                       | 顧名思義是善惡兩極的原始力量。是異能行者的原型，但既不完全是異能行者，也不完全是麻瓜。所以風兒踢他踩 異能偵測器是不會偵測得到陳偉/葉神（惡原力）和葉聖（善原力）的“異能”。 | 38        |
| 終極X克人                       | X代表的就是未知數，是正是邪還未定。因此在大戰中的夏天以及狄阿怖玀魔尊，都急著要找到終極X克人加入自己的陣營。 | 38        |

#### 書籍
| 名稱                                                                             | 作者/持有人／使用者                                       | 介紹 | 集數  |
| 驚天地泣鬼神無所不用其極，什麼都寫、什麼都掰、什麼都不奇怪之家庭必備萬用百科寶典 | 夏蘭荇德家族                                              | 聯繫著鐵時空的命脈，是異能行者的小百科，紀錄了異能界從以前到現在的歷史，簡稱「驚典」。故事後期，為解決夏家及鐵時空的危機，夏流阿公多次翻閱此書。最後因時空秩序陷入混亂、倒行逆施的情況，而造成書頁四散損毀。             | 2,38  |
| 蒐魂曲                                                                           | 葉赫那啦家族祖先／陳偉 A Chord、呼延覺羅·蒼芎（呼延蒼芎） | 白色曲譜。相傳彈奏此曲，能使人起死回生。 曲中每個音符組合都像是個密咒，能傳到魔界，讓剛死不久的死者循著樂音回到現世。 但主奏者須異能強大且專注，若被魔幻旋律所誘惑，則將遭其反噬，而靈魂也會被吸入曲譜內，遭到永遠禁錮。 | 21,22 |

#### 物品及道具
| 名稱                                | 製造者/持有人／使用者                                                                           | 用途介紹 | 集數                 |
| 風兒踢他踩 異能偵測器               | 夏蘭荇德家族                                                                                    | 外表與一般風鈴無異，但只要偵測到不尋常的異能，就會傳出風鈴般的警告。 還可以做眼球設定，經常出入你家的人，只要做好眼球設定，就不會叫了。 這真的是屬於高階異能家族，守門必備之精品。 | 1-19                 |
| 笨藪還原檢測儀                      | 夏蘭荇德．流（夏流）                                                                            | 這是一個餐廳老闆發明的，為了用來檢測他員工有沒有偷吃餐廳的食物。 它呢，可以用來搜索你人體內食物的蹤跡，如果你把它放餐廳的門口，用來檢測進出的員工，就可以發現有誰偷吃，誰沒偷吃啦。 | 2                    |
| 金萬能之磁卡                        | 小偷之神 金谷斯力東/ 灸亣镸荖·萊（灸萊）                                                        | 小偷之神金谷斯力東，獨家研發的商品。 具有極高度的延展性，可以應孔變身，打開各種材質各式樣性質的門，不管是小的大的硬的軟的，通通插進去就打開了。 22年前小偷之神被灸萊抓到，因此金谷斯力東就拿這個（磁卡）來賄落灸萊，以便脫身。 | 3                    |
| 易容易？容易易容！膠囊              | （銀時空）華陀 / 夏蘭荇德．流（夏流） / 呼延覺羅·蒼芎（蒼芎）                                   | （詳見終極三國）銀時空麻瓜醫生華陀新發明的藥，只要有對方的DNA，就可以變成對方的樣子。夏流從銀時空帶回來的。 | 4-5                  |
| 青春我還要 （再來一次青春祕笈）     | 夏蘭荇德·雄（夏雄）                                                                             | 阿公從銀時空帶回來給雄哥的著名伴手禮。 這在銀時空，可是暢銷兩千萬套的著名大嬸回春操，只要你勤練三個月，不但可以雕塑身形，增生艾波利歐女性荷爾蒙，還可以讓你的皮膚緊緻光滑，彷彿回到青春期一般。為什麼？因為你值得！ | 7                    |
| 天羅地網異能消聯潑網                | H聯盟                                                                                           | 這是H聯盟發明要來捕捉異能行者的利器之一，異能行者要是摸到這個網子，摸一下他的異能就會完全消失，而且會喪失行動能力。 | 10                   |
| 嘿嘿嘿你看不見防護鎖                | 夏蘭荇德家族                                                                                    | 這是加裝在房門上的一種隱形保全，一旦啟動了，竊盜者便會對這個房門視而不見，據說是發明來保護未能嫻熟使用異能的嬰幼兒所發明的護鎖，這個東西早在數年前大戰開始後便已停產了。 | 9                    |
| 鐵棒魔成繡花兒針                    | （銀時空）華陀/ 夏蘭荇德.流                                                                     | 此乃銀時空華陀耗資千萬研發出來的強力除魔性藥方，平時要保存在易氧化的玻璃瓶內，等到要用時候取出，將它填入鐵製針筒。 待兩者產生十分奇妙的化學變化之後，在10秒鐘內注入異能行者體內，就可以除去他體內魔性，不能注入人妖體內，否則會產生抱憾終生的副作用。 | 10                   |
| 第一代奈米化音波竊聽器              | 任秂完弄·龐光（任龐光）                                                                         | 任秂完弄家族的傳家寶。 據說只要透過它，既使前面是銅牆鐵壁，一般的聽話還是可以竊聽得到。 | 14                   |
| 葡萄露                              | 陳偉/任秂完弄·龐光（任龐光）                                                                    | 陳偉發明的養顏美容食品，為女性使用。 男性使用的話會讓小雞雞的功能出現問題。 |                      |
| 異能偵測眼鏡                        | 夏蘭荇德·流（夏流）                                                                             | 看似與一般的眼鏡無異，其實蘊含了高度電子化奈米科技技術，可以運用無形特殊的掃描波把異能行者所擁有的異能指數完全偵測出來。 帶著他只要是遇到超強的對手，馬上就知道打不打得過。 | 19                   |
| 封龍卡                              | 夏蘭荇德·流→夏蘭荇德·雄→夏蘭荇德·天                                                             | 看由夏蘭荇德家族的長子或長女歷代守護的晶片，記載著異能界鐵克族人的秘密，是魔界不擇手段都要得到的物品。 亦是世界上唯一能與滅的能量相抗衡的寶物。 被夏蘭荇德．雄與夏蘭荇德．流封印在夏天的鬼龍鎞克中，裡面隱藏強大的力量，使用鬼龍鎞克彈吉他時可以提升1000點的異能指數。 | 19,34                |
| SPA鈦棺                             | 葉赫那拉·思仁、夏蘭荇德·天、灸亣镸荖·舞、夏蘭荇德·流、任秂完弄·龐光、呼延覺羅·蒼芎、夏蘭荇德·雄 | 是用第一代TI-6A1-4V合金製成，無論是韌性、塑性、可捍性、耐蝕性、耐磨性、耐熱性和生物相容性都相當的好。 不僅如此，它還可以同時中和跟化解身體內外強大的磁波力。 但同時會刺激艾波利歐男性荷爾蒙分泌，所以副作用就是讓使用過的男性，會常常忍不住想泡女生。 為葉思仁平時在老屁股酒吧睡覺的床，實際上是用來定期壓抑自身的魔性。當盟主因冥界磁石而著魔時，在眾人建議下借用此棺驅魔，卻也深受其副作用所困擾。 | 11,19-20,31-32,39-40 |
| 續命丸                              | 吉吉如律·苓（吉如苓/小聾女）/楊過、葉赫那拉·思仁（葉思仁）、葉聖                                | 小聾女從古墓醫院拿回來的三顆藥丸，能夠讓將要死亡的人續命個三至五天。第壹顆正常的被過兒帶去大戰，第二顆會變Man的被葉聖意外吃下，最後一顆會變娘的被葉思仁吃下。 | 20                   |
| 祖傳吉他                            | 呼延覺羅·蒼芎（蒼芎）→韓克拉瑪·寒（寒）                                                         | 是呼延覺羅的鎮家之寶，看似人人都能彈奏的一把麻瓜吉他。當它由具備了呼延家族血統的人彈奏時，它可以幫助彈奏者產生異能再生磁場，瞬間強化其異能指數，同時它也是呼延家族的血緣鑑定器。 | 21，34               |
| 生日回憶製造蛋糕                    | 卡克賴夫、夏蘭荇德·流、夏蘭荇德·雄                                                              | 是異能界夢幻糕餅師卡克賴夫精心烘焙出來的，它裡頭的餡料是由9999朵聖誕薔薇經過了6666道繁複工法再藉由3333小時的烘焙時間製作而成，只要吃上一口，就可以任選甜美回憶進到裡頭重溫舊夢。 | 21                   |
| 六六六以毒攻毒必死散                | 吉吉如律·苓（吉如苓）                                                                           | 喝了可以讓異能指數飆升，相傳它是由千年純魔的鼻涕、肚臍仙的耳屎、目揪油以及其他難以啟齒的未知物調配而成的，喝了保證讓你的異能指數飆升，但是可能會有嚴重的副作用，輕則心智喪失終日臭屁不止，重則七孔流血化為膿血而亡。 | 22                   |
| 克魯曼寶盆                          | 瘔蒐老人→夏蘭荇德·流（夏流）                                                                    | 據說可以實現一個願望，但代價是要付出「那邊」，後被擁有善原力的葉聖摔破。 | 30-31                |
| 暴雨梨花動也不動 誰也沒用異能反制器 | 夏蘭荇德·流（夏流）                                                                             | 暴雨梨花動也不動誰也沒用異能反制器一啟動，方圓一英里內所有的異能行者的異能就沒有用了、失效了。 | 31                   |
| 異能轉網器                          | 夏蘭荇德·雄（夏雄）                                                                             | 這是可以打開鎖碼頻道的轉接卡，讓你可以連上什麼都看，什麼都讚，什麼都能瀏覽的啊嗚異能網站。在這個禁止使用異能的麻瓜世界裡面，當然異能網站也是會被禁止的，所以就只能靠它偷偷插上去瀏覽。 | 32                   |
| 意識操控儀                          | 掃地老人                                                                                        | | 37                   |
| 喔依喔依喔鐵克禁衛軍警報擴音器      | 鐵克合眾聯盟／異能家族                                                                          | 是每個異能家庭必備的警報器。當有異能者遭受到攻擊，或是危機發生時會發出1000分貝的擴音警告，但其擴音頻率只有異能行者接收的到。 | 38-40                |
| 魔王酵母                            | 異能轉換處                                                                                      | 一種禁藥，要使用需要盟主的批准，吃下去之後,方圓50000里內妖魔鬼怪惡爛之物全部上身，是當初為了模擬對付魔尊所實驗用的。 | 39                   |
| 異能轉換器                          | 異能轉換處                                                                                      | 是設於異能轉換所內的儀器，可將異能行者的能量轉換成防護磁場網，保護十二時空不受魔類入侵（除了魔界）。使用者必須集中精神，慢而穩定的將自身能量灌入儀器中，但並非每個人都能使用。就算是灸舞盟主及夏天這種擁有特殊體質的人，使用過度都會造成體力透支而有生命危險。 | 39                   |

### 異能兵器
| 名稱       | 持有人／使用者                         | 介紹 | 集數                  |
| 驚雷       | 韓克拉瑪．寒（寒）                     | 此鼓棒和使用者是一種共生共存的關係，當它認定了一個主人，不管把它丟到哪裡，只要主人還在，它一定會回到主人身邊。 但若是遭到摧毀，或被丟到一個回不來的地方(例如：滅)，主人就會變得虛弱進而死亡，所以『棒在人在，棒亡人亡』。 | 1，4，6，8，12，19-20 |
| 龍紋鏊     | 汪大東                                 | 平底鍋型武器，三國時代有名刺客睚眥之武器，相傳，此兵器乃由白龍鱗片加上百煉精鋼製成，具有超自然的靈氣，可辨識主人，傷害力有遇強則強的特性。 因大東遇強則強，遇弱則弱的體質而成為他的武器能夠護主，且可以感應四周的戰力（異能）指數。 | 1                     |
| 鬼戰音叉   | a Chord                                | 此音叉敲擊後所發出的鬼戰音叉，可檢測周圍的防護磁場有無破損，且能追蹤異能的動向，並形成一道防禦牆。 其具有防護攻擊的功能，只要魔一靠近音叉就會震動警告，若調到最高音階，則可逼魔靈現身。 | 9-10                  |
| 剋魔跋     | 夏蘭荇德．流                           | 互擊後所產生的音頻，能夠剋住方圓五百公尺內的魔功，使之暫時失去效應，並造成具有魔性的人短暫昏厥。 進而讓異能者施展異能，將入侵的魔或魔化人擊退。為兵器境管局出品的武器。 | 1，10，12，39         |
| 肋腐斯護具 | 夏蘭荇德．流                           | 這個是可以把異能行者的潛力發揮到極致的終極護具，就算異能行者的功力不如敵人，也可以在最後關頭引爆，造成玉石俱焚的效果。 玉石俱焚是夏蘭荇德家族祖先早期為了跟魔化人戰鬥，造成的神風式護具。 | 12                    |
| 麒麟手     | 夏蘭荇德．雄                           | 戴上後可使出夏蘭荇德家族的麒麟脈衝光套餐，有多種組合招式可供選擇，防護攻擊兩相宜。 | 12                    |
| 鬼龍鎞克   | 夏蘭荇德．天 / 鬼龍→韓克拉瑪．寒（寒） | 鐵克無極的吉他撥片，原為鬼龍的護身兵器，亦能作為武器使用。 夏流阿公及雄哥為保護封龍卡，將之藏於此鎞克中，巧合地保護了進入滅的夏天，後因鬼龍回到夏家留下鬼龍鎞克，後阿公和雄哥就送給寒，寒將其做成項鍊，掛在胸前。 | 13，19，22，27，38    |
| 小黃蜂     | 呼延覺羅．脩                           | 是一把黃色電吉他，能搭配使用攝心術，也可藉由彈奏時所發出的電音，來提高或恢復同伴的戰力。是脩因故於銀時空執行任務時，所使用的武器。（本劇未用在實戰上，詳見終極三國）。 | 29                    |
| 烏風       | 槍靈王→夏蘭荇德．雄/夏蘭荇德．流       | 雄哥的護身兵器，是把天性純靈，忠心護主的神器。持槍的人須符合戰靈的條件，因此並非人人能駕馭。原屬於異能界的傳奇人物『槍靈王』所有，他曾用來擊殺過99個各式魔精怪，故此槍裡有戰靈護體，是魔界極畏懼的武器之一。其靈性極高，除了殺魔亦能救人，善良單純之人被打中後，附在槍上的戰靈會藉由神行九轉進入體內，使異能者的能量暫時增強。它的原理與驚雷有著相似之處，就算嚴重損毀，只要主人還在，戰靈就會重新凝聚並自動修復。 原本是異能界的傳奇人物槍靈王所擁有的，裡頭有戰靈護體，可是魔界極所畏懼的一個武器，後來成為了我們雄哥的護身兵器，這可是不到最後緊要關頭不拿出來的必殺武器。 | 39                    |

### 兵器出入境管局
鐵時空的傳說之地，行蹤飄忽深不可測，時而變身古早雜貨店、時而變身藝品店，據說沒有做不出來的兵器，但其兵器的價錢都十分昂貴且須小心使用，若有瑕疵則會被倒扣抵押金。
| 兵器名稱               | 持有人／使用者                         | 介紹 | 集數   |
| 封龍貼                 | 夏蘭荇德．美/夏蘭荇德．天/夏蘭荇德．宇 | 封龍貼是夏家阿公為了禁錮產生與夏家兄妹體內，未能完全控制且異能強大的突變異種，而商請兵器境管局製造之咒語貼佈。 平常是貼在頸部印記之上，一旦撕下，就會將原本禁錮在身體中的靈體喚醒，進而變身。                                                                                 | 10，12 |
| 你儂我儂和氣生財止戰環 | 韓克拉瑪．寒/呼延覺羅．脩              | 要價五十萬元，是一對象徵和平的手環，一旦戴上就拿不下來了。 但若雙方互生愛意，化解了仇恨，止戰環的磁場無法發揮功用，它們便會自動功成身退。 另外，若有一方的怨氣跟殺氣，強過世仇的恨意，殺氣也會震碎止戰環。 而此手環具有雙生效應，如果有一支發生了破裂，另外一支也會跟著破裂。 | 18     |
| 心心相印春風如意止戰環 | 韓克拉瑪．寒/呼延覺羅．蒼穹            | 此乃你儂我儂和氣生財止戰環簡易版，任何兩位天生犯沖八字不合的異能行者，只要戴上此止戰環馬上恩怨一筆勾銷，化干戈為玉帛，保證讓你創造愛情、財富兩得意的局面，讓你成為人生勝利組雙贏。                                                                                            | 18     |

## 異能

### 異能術
| 異能術                                                               | 咒語                                                     | 異能階級 | 使用者                                 | 用途介紹 | 集數                         |
| 凝結術 FREEZE                                                        | 伏瑞斯 嗚啦巴哈                                          | 低階     | 擁有異能者,夏雄,夏流,寒,夏美,吉如苓,脩 | 異能越強的人凍住的時間越久，可使被施術者的動作凝結，無法動彈(異能越強也可掙脫)。 | 1，10，12，17，22，31，38-39 |
| 靜音術 MUTE                                                          | 謬特 嗚啦巴哈                                            | 低階     | 擁有異能者,夏雄                        | 可使被施術者無法發出聲音。 | 1                            |
| 預見未來術 Ammonia.see.Tomorrow                                      | 阿嬤捏呀.吸.吐媽揉嗚啦巴哈                               | 中階     | 夏流                                   | 可以看見未來。 | 2                            |
| 屎命必達死腦筋執行術                                                 | 屎命必達死腦筋執行術 嗚拉巴哈                            | 中階     | 擁有異能者,夏雄                        | 一旦聽到指令，無論你是拉稀還是拉屎，你都會忍住，不管是犧牲屁屁還是膀胱，都無所謂，必定會達成所交付的任務為止。 | 2                            |
| 神風斬                                                               | 神風斬嗚啦巴哈                                           | 高階     | 呼延蒼芎，脩                           | 脩在銀時空裡使用的攻擊型異能，異能指數飆過30000點能發出兩道金色旋風斬，威力極強（詳見：終極三國），蒼芎為了逃離被下屎命必達死腦筋執行術的葉聖的束縛，曾想使用卻使不出，推測異能指數不足或咒語沒念完全。                                 | 2                            |
| 急電術 THUNDER LIGHTNING                                             | 殤德雷霆 嗚啦巴哈                                        | 中階     | 夏美,夏雄                              | 可發出電擊，威力強大。 | 5-7，26                      |
| 變身術                                                               | 嗚啦巴哈                                                 | 低階     | 呼延蒼穹,夏雄                          | 可隨意變成心目中的樣子。 | 5-7，26                      |
| 讀心術 READ U MIND                                                   | 蕊德尤邁恩 嗚啦巴哈                                      | 高階     | 韓克拉瑪家族,寒                        | 可讀取他人內心深處的想法與記憶。 | 3，21，23-24                 |
| 回憶術 FLASHBACK                                                     | 酚擂緒貝克 嗚啦巴哈                                      | 高階     | 灸萊                                   | 能使失憶之人想起過去的記憶。 | 3                            |
| 記憶卡救星格式化也有效 memory memory comeback comeback format format | 卡卡卡卡卡卡 美魔力美魔力 扛貝扛貝 佛妹特佛妹特 嗚啦巴哈 | 高階     | 夏流+夏雄+夏美+寒                      | 能使失憶的人恢復原狀，異能指數沒有超過15000點，失敗的機率極高。 | 5                            |
| 黑暗中隱形白天不行術                                                 | 黑暗中隱形白天不行術嗚拉巴哈                             | 中階     | 任秂完弄家族,任龐光                    | 此乃任秂完弄祖先研發出來的家傳異能，只有在大雨漆黑，無星無月無光的夜晚當中才能使用，此乃雞鳴狗盜之徒夢寐以求的不實技藝能的經典絕學。 | 7                            |
| 問候令尊令堂祖宗八代下流找人術                                       | （咒語為夏蘭荇德家的家鄉話）                             | 中階     | 夏蘭荇德家族                           | 以罵髒話及扮鬼臉的方式，尋找隱藏行蹤之人。 | 6                            |
| 解除術 RELIEF                                                        | 蕊力ㄈ 嗚啦巴哈                                          | 中階     | 夏雄,夏流                              | 可以解除異能。 | 10，22-23                    |
| 時光倒流滾回去異能術 TURN BACK TIME                                  | 疼貝剋坦 嗚啦巴哈                                        | 高階     | 夏美+任龐光                            | 須由兩個異能者共同施展，且要心有靈犀，想著回到同一個時間點，才有可能使時光倒流。不過只有高階異能行者才能感覺到時光倒流，麻瓜和低階異能行者時光倒流後回到該時間段只會有著似曾相識的感覺。 已發生的事實即使回朔還是無法改變會發生的命運。 | 11                           |
| 降魔八訣 第八訣：與魔共毀訣                                          | 降魔八訣第八訣 與魔共毀訣 磕蕊酗搏恩 嗚啦巴哈            | 高階     | 夏流                                   | 威力強大 使用此招可能同歸於盡 | 12-13                        |
| 麒麟脈衝光分光套餐                                                   | 麒麟脈衝光分光套餐 嗚啦巴哈                              | 中階     | 夏雄                                   | 可把異能分開 | 12                           |
| 放鬆術 RELAX                                                         | 蕊萊斯 嗚啦巴哈                                          | 低階     | 夏流                                   | 用來讓朱莉亞放輕鬆 | 17                           |
| 三八阿花術 sanbaAhwa                                                 | 三八阿花術 嗚啦巴哈                                      | 中階     | 夏雄                                   | 用來降低敵人戒心，混淆敵人視聽的異能術，不論男女老少，只要接到指令後，就會變得像三八阿花一樣的花癡。 | 19                           |
| 倒帶刪除記憶術 ERASE REWIND                                          | 伊瑞斯蕊外 嗚啦巴哈                                      | 高階     | 夏流                                   | 可刪除被施術者當前的記憶，並倒回到某一階段。 | 22-23，27，30                |
| 壓縮傳音術 WAVE.ZIP                                                  | 威伏點ZIP 嗚啦巴哈                                       | 低階     | 夏流                                   | 可將語音信息壓縮並快速傳遞給對方。 | 22                           |
| 若有似無異能防護網                                                   | 有不是無 無就是有 又有又無 非有非無 若有似無異能防護網   | 高階     | 夏流                                   | 進行特殊儀式之前，必須要做的一道空間淨化以及防護工作，由高階的異能行者把那個手勢畫出來之後，就可以避免外界不必要的能量干擾。 | 22                           |
| 封閉術 CLOSE                                                         | 剋漏思 嗚啦巴哈                                          | 低階     | 吉如苓                                 | 用來將東西封閉住。 | 22                           |
| 影像再現術 IMAGEREPRODUCTION                                         | 因米基蕊婆達克遜 嗚啦巴哈                                | 低階     | 夏雄                                   | 將過去的影像再次重新撥放。 | 27                           |
| 海市蜃樓顯影術                                                       | （無）                                                   | 高階     | 夏流                                   | 可利用幻覺欺騙敵方，當對手專注於幻影時，趁其不備加以攻擊。 | 30                           |
| 隱身術 Invisible                                                     | 硬V熱跛 嗚啦巴哈                                         | 中階     | 夏雄                                   | 這是一種能將異能行者本身變隱形的異能術，是只有高階的異能行者才能使用，一旦使用了之後，身體就會變不見，所以走在路上很容易就被車撞死。 | 33                           |
| 開門術 Open Sesame                                                   | 芝麻芝麻 嗚拉巴哈                                        | 低階     | 夏流                                   | 可以開啟任何的防護磁場 | 36                           |
| 開啟術 Open                                                          | 歐噴 嗚拉巴哈                                            | 低階     | 夏流                                   | 用來打開藏著封龍卡的鬼龍媲克 | 38                           |

## 歌曲
| 曲別   | 歌名               | 演唱者／演奏者 | 作詞           | 作曲         | 劇中播出       |
| 片頭曲 | Break It Down      | SpeXial        | 林孝謙         | 朴商日 （박상일）  | 全劇           |
| 片尾曲 | 愛存在             | 王詩安         | 洪誠孝         | 馬奕強       | 全劇           |
| 插曲   | Break It Down      | A'N'D          | 林孝謙         | 朴商日 （박상일）  | 14.30.32       |
| 插曲   | 剛剛好             | 王詩安         | 葛大為         | 林俊傑       | 19             |
| 插曲   | Never let you down | 謝和弦         | 謝和弦         | 陶山、謝和弦 | 24-27.31-35.38 |
| 插曲   | 換一個心動         | SpeXial-偉晉   | 賴宛均         | 黃柏勳       | 8,10,20,33.35  |
| 插曲   | 拼貼記憶           | SpeXial        | 林雲庭、馬奕強 | 馬奕強       | 14,18,27       |

## 收視率

### 八大
| 播映日期               | 週數       | 集數       | 平均收視率 | 排名 | 備註 |
| ---------------------- | ---------- | ---------- | ---------- | ---- | ---- |
| 2014年6月23日－6月27日 | 1          | 1-5        | 0.61       | 6    | 首播 |
| 2014年6月30日－7月4日  | 2          | 6-10       | 0.62       | 6    |      |
| 2014年7月7日－7月11日  | 3          | 11-15      | 0.64       | 6    |      |
| 2014年7月14日－7月18日 | 4          | 16-20      | 0.61       | 6    |      |
| 2014年7月21日－7月25日 | 5          | 21-25      | 0.64       | 6    |      |
| 2014年7月28日－8月1日  | 6          | 26-30      | 0.57       | 7    |      |
| 2014年8月4日－8月8日   | 7          | 31-35      | 0.44       | 6    |      |
| 2014年8月11日－8月15日 | 8          | 36-40      | 0.60       | 6    | 結局 |
| 平均收視率             | 平均收視率 | 平均收視率 | 0.59       | -    | -    |

- 同時段節目：
  - 三立：
    - 三立台灣台《世間情》
    - 三立都會台《媽咪的男朋友》

  - 民視《龍飛鳳舞》
  - 台視：
    - 週一～週五《雨後驕陽》
    - 週一～週四《雨後驕陽》
    - 週五《金牌麥克風》

  - 華視：
    - 週一～週五《天下第一味》
    - 週一～週四《天下第一味》
    - 週五《周五王見王》

  - 大愛《幸福魔法師》
- 由AGB尼爾森調查，調查範圍是四歲以上收看電視之觀眾。
- 資料來源：中時娛樂

### 中視
| 播映日期               | 週數       | 集數       | 平均收視率 | 排名 | 備註 |
| ---------------------- | ---------- | ---------- | ---------- | ---- | ---- |
| 2014年6月24日－6月27日 | 1          | 1-4        | 0.39       | 6    | 首播 |
| 2014年6月30日 - 7月4日 | 2          | 5-9        | 0.32       | 9    |      |
| 2014年7月7日－7月11日  | 3          | 10-14      | 0.32       | 7    |      |
| 2014年7月14日－7月18日 | 4          | 15-19      | 0.28       | 8    |      |
| 2014年7月21日－7月25日 | 5          | 20-24      | 0.30       | 7    |      |
| 2014年7月28日－8月1日  | 6          | 25-29      | 0.28       | 10   |      |
| 2014年8月4日－8月8日   | 7          | 30-34      | 0.25       | 9    |      |
| 2014年8月11日－8月15日 | 8          | 35-39      | 0.28       | 9    |      |
| 2014年8月18日          | 9          | 40         | 0.40       | 8    | 完结 |
| 平均收視率             | 平均收視率 | 平均收視率 | 0.31       | -    | -    |

- 同時段節目：
  - 三立：
    - 三立台灣台《世間情》
    - 三立都會台《綜藝大熱門》

  - 民視《龍飛鳳舞》
  - 台視：
    - 週一～週四《含笑食堂》
    - 周一～周五《孤戀花》
    - 週五《金牌麥克風》

  - 華視：
    - 週一～週五《天下第一味》
    - 週一～週四《天下第一味》
    - 週五《周五王見王》

  - 大愛《幸福魔法師》
  - 八大綜合台《Good Doctor善良醫生》、《第六感任務》
  - 東森戲劇台《奇皇后》
  - 衛視中文台《百年新娘》、《流氓王子》
- 由AGB尼爾森調查，調查範圍是四歲以上收看電視之觀眾。
- 資料來源：中時娛樂

## 大事記
2014年
- 1月14日，藍心湄、黃小柔、宏正、明、陳博正、那維勳、蔡芷紜、張皓明、王詩安於八大電視台一樓大廳舉辦開鏡記者會。[1]
- 2月11日，汪東城進棚錄影，情義相挺。[2]
- 3月24日，公開3分鐘精彩片花[3]
- 4月8日，終極X寶寶來了~一出生就會說「嗚拉巴哈」? 夏、美、懷、孕、啦！！！
- 5月11日，謝和弦、王詩安殺青。[4][5]
- 5月13日，阿喜、藍心湄、陳德修殺青。
- 5月17日，明杰、黃小柔、陳博正、蔡芷紜殺青。
- 5月18日，偉晉、汪東城殺青。
- 5月19日，宏正、蔡昌憲、張皓明及全劇正式殺青。
- 5月20日，終極X宿舍殺青酒會。
- 6月4日，終極x宿舍片花 【終極x宿舍】今年夏天要做什麼?
- 6月6日，<終極拔河大賽>
- 6月10日，片頭拍攝現場第二段畫面公開!
- 6月13日，【終極x宿舍】 片頭拍攝亂舞篇
- 6月17日，終極x宿舍-片頭舞蹈（任龐光solo ver.）
- 6月15日，片頭首播。
- 6月20日，片尾首播。
- 6月20日，終極X宿舍搶先看。
- 6月21日, 終極X宿舍街頭宣傳
- 6月22日，媒體首映會。
- 6月23日，終極X宿舍首映會片花。
- 6月23日，第一集首播。
- 6月28日，公開片頭舞蹈完整版
- 8月15日，播出感動最終回。

## 外部連結
- 官方网站－八大
- 官方网站－中視
- 終極X宿舍 myVideo影集專頁 （页面存档备份，存于）
- 終極X宿舍的Facebook專頁

## 作品的變遷
| 臺灣 八大綜合台 每週一至週五 20:00 - 21:00   | 臺灣 八大綜合台 每週一至週五 20:00 - 21:00 | 臺灣 八大綜合台 每週一至週五 20:00 - 21:00 |
| -------------------------------------------- | ------------------------------------------ | ------------------------------------------ |
|                                              | 終極X宿舍 （2014年6月23日－2014年8月15日） |                                            |
| 閣樓上的王子 （2014年5月5日－2014年6月19日） | 海派甜心 （2014年8月18日－2014年9月23日）  |                                            |

| 臺灣 八大綜合台 每週六 20:00 - 22:00 | 臺灣 八大綜合台 每週六 20:00 - 22:00       | 臺灣 八大綜合台 每週六 20:00 - 22:00 |
| ------------------------------------ | ------------------------------------------ | ------------------------------------ |
|                                      | 終極X宿舍 （2014年8月30日-2014年11月15日） |                                      |
| 終極三國                             | 終極惡女 （2014年11月22日- 2015年2月15日） |                                      |
| 臺灣 MyVideo 每週一至週五21:00 上架  |                                            |                                      |
| -                                    | 終極X宿舍 （2014年6月23日－2014年8月15日） | -                                    |

| 臺灣 中視數位台 每週一至週五21:00-22:00                        | 臺灣 中視數位台 每週一至週五21:00-22:00       | 臺灣 中視數位台 每週一至週五21:00-22:00 |
| -------------------------------------------------------------- | --------------------------------------------- | --------------------------------------- |
|                                                                | 終極X宿舍 （2014年6月24日－2014年8月18日）    |                                         |
| 月亮上的幸福（20:00 - 22:00） （2014年5月20日－2014年6月23日） | 我的自由年代 （2014年8月19日－2014年9月12日） |                                         |